# Cavendishia albopicata
Cavendishia albopicata är en ljungväxtart som beskrevs av J.L. Luteyn. Cavendishia albopicata ingår i släktet Cavendishia och familjen ljungväxter. Inga underarter finns listade i Catalogue of Life.